# Thomas R. Mitchell
Thomas Rothmaler Mitchell (* Mai 1783 bei Georgetown, South Carolina; † 2. November 1837 ebenda) war ein US-amerikanischer Politiker. Zwischen 1821 und 1833 vertrat er dreimal den Bundesstaat South Carolina im US-Repräsentantenhaus.

## Werdegang
Thomas Mitchell besuchte bis 1802 die Harvard University. Nach einem anschließenden Jurastudium und seiner im Jahr 1808 erfolgten Zulassung als Rechtsanwalt begann er in Georgetown in seinem neuen Beruf zu arbeiten. Gleichzeitig begann er eine politische Laufbahn. Mitchell wurde Mitglied der von Präsident Thomas Jefferson gegründeten Demokratisch-Republikanischen Partei. Im Jahr 1809 sowie zwischen 1814 und 1819 war er Abgeordneter im Repräsentantenhaus von South Carolina.
Bei den Kongresswahlen des Jahres 1820 wurde er im dritten Wahlbezirk von South Carolina in das US-Repräsentantenhaus in Washington, D.C. gewählt, wo er am 4. März 1821 die Nachfolge von James Ervin antrat. Da er bei den Wahlen des Jahres 1822 gegen Robert B. Campbell verlor, konnte er bis zum 3. März 1823 nur eine Legislaturperiode im Kongress absolvieren. Im Verlauf der 1820er Jahre löste sich Mitchells Partei auf. Daraufhin schloss er sich der Bewegung um den späteren Präsidenten Andrew Jackson an, aus der später die Demokratische Partei entstand. Bei den Wahlen des Jahres 1824 konnte Mitchell sein Abgeordnetenmandat im Kongress zurückgewinnen. Nach einer Wiederwahl im Jahr 1826 konnte er zwischen dem 4. März 1825 und dem 3. März 1829 zwei weitere Legislaturperioden im Repräsentantenhaus verbringen. Diese waren von heftigen Diskussionen zwischen den Anhängern seiner Partei sowie denen der Gruppierung um Präsident John Quincy Adams und Henry Clay überschattet.
Im Jahr 1828 unterlag Mitchell seinem Parteikollegen John Campbell. Bereits zwei Jahre später, im Jahr 1830, schaffte er es erneut, seinen alten Sitz zurückzugewinnen. Damit konnte er zwischen dem 4. März 1831 und dem 3. März 1833 eine letzte Amtszeit im Kongress verbringen. Diese Zeit war von den Diskussionen um die Politik von Präsident Jackson bestimmt. Dabei ging es unter anderem um die umstrittene Durchsetzung des Indian Removal Act und die Nullifikationskrise, die seinen Heimatstaat South Carolina betraf. Bei den Wahlen des Jahres 1832 verlor Mitchell gegen Thomas D. Singleton. Danach zog er sich aus der Politik zurück. Er starb am 2. November 1837 in seinem Heimatort Georgetown.